# Doxing
Doxing (de dox, neologismo inglês criado mediante alteração da grafia de docs, forma reduzida do termo documents), ou doxxing, é a prática virtual de pesquisar e de transmitir dados privados (especialmente informações pessoalmente identificáveis) sobre um indivíduo ou organização.
Os métodos empregados para adquirir essas informações incluem a procura de bancos de dados disponíveis publicamente e mídias sociais (como o Facebook), hacking, e engenharia social. Está intimamente relacionado com a vigilância na internet e hacktivismo.
Doxing pode ser realizada por várias razões, incluindo ajudar a exercer a lei, análise de negócios, extorsão, coerção, assédio, humilhação online e agir como vigilante da justiça. Sendo assim, pode ser tanto um cibercrime quanto uma investigação legítima por motivos jurídicos ou comerciais.

## Etimologia
Doxing, neologismo criado mediante alteração da grafia de docs (redução do termo documents, 'documentos'), significa "compilar e lançar um dossiê com informações pessoais de alguém". Essencialmente, doxing é revelar abertamente e divulgar registros de um indivíduo, os quais, anteriormente, eram privados ou difíceis de se obter.
O termo dox deriva da gíria "dropping dox" (algo como liberação de documentos), que, segundo o escritor Mat Honan, do site de notícias Wired, foi "uma tática old-school de vingança que emergiu da cultura hacker da década de 1990". Hacker que, naquela época, operavam fora da lei  usavam a violação do anonimato de um adversário para expô-lo a assédio ou a problemas legais.
Assim, o doxing  muitas vezes tem uma conotação negativa, porque pode ser empregado como tática de vingança, por meio da violação da privacidade.

## Técnicas comuns
Hackers, policiais e detetives amadores podem colher as informações da internet sobre indivíduos. Não existe nenhuma estrutura particular para fazer doxing, o que significa que um hacker pode procurar quaisquer tipos de informações relacionadas ao alvo.
Uma pesquisa básica em motores de busca da internet já pode gerar resultados. Plataformas de redes sociais como Facebook, Twitter, Tumblr e Linkedin oferecem uma grande quantidade de informações privadas, uma vez que muitos utilizadores apresentam alta propensão à auto-revelação (com o compartilhamento de suas fotos, revelação do local de trabalho, número de telefone, endereço de e-mail etc.), ou seja, baixo nível de segurança. Também é possível obter o nome de uma pessoa e o endereço de sua casa a partir de um número de celular, por meio de serviços de pesquisa reversa de telefones celulares. Existem ainda outros métodos, tais como a busca de informações por nome de domínio e a identificação da localização do indivíduo, com base no seu endereço IP. A engenharia social tem sido usada para extrair informações a partir de fontes governamentais ou de empresas de telefonia. 